# Myck Kabongo
Myck Lukusa Kabongo (Lubumbashi, 12 gennaio 1992) è un ex cestista e allenatore di pallacanestro della Repubblica Democratica del Congo con cittadinanza canadese.

## Palmarès

### Club
- CEBL: 1

Scarborough Shooting Stars: 2023